# Mohamed Simakan
Mohamed Simakan (nascido em 3 de maio de 2000) é um futebolista profissional francês que atua como zagueiro. Atualmente joga no Al-Nassr clube da Arábia Saudita .

## Carreira em Clubes

### Strasbourg
Em 16 de maio de 2018, Simakan assinou seu primeiro contrato profissional com o Strasbourg . Ele fez sua estreia profissional na vitória por 3 a 1 da UEFA Europa League sobre o Maccabi Haifa em 25 de julho de 2019.

### RB Leipzig
Em 22 de março de 2021, Simakan concordou em ingressar no clube alemão RB Leipzig em um contrato de cinco anos por uma taxa não revelada, com efeito no verão de 2021. Em 6 de setembro de 2022, ele marcou seu primeiro gol na UEFA Champions League na derrota por 4 a 1 contra o Shakhtar Donetsk . Em 19 de setembro de 2023, ele marcou o primeiro gol da temporada 2023–24 da Liga dos Campeões no 3º minuto de uma vitória fora de casa por 3–1 sobre o Young Boys .

### Al Nassr
Em 2 de setembro de 2024, assinou com o Al-Nassr.

## Carreira internacional
Nascido na França, Simakan é descendente de guineenses.
Graças ao seu ótimo desempenho pelo Estrasburgo na Ligue 1, Simakan foi convocado por Bernard Diomède para jogar pela Seleção Francesa Sub-20 . Ele jogou sua primeira partida como titular contra a Eslovênia, na qual marcou de cabeça, contribuindo para o empate de 2 a 2 de seu time.

## Estatísticas de carreira
- Atualizado até match played 19 September 2023[9]

| Clube             | Temporada         | Liga                  | Liga        | Liga  | Xícara      | Xícara | Continental | Continental | Outro       | Outro | Total       | Total |
| Clube             | Temporada         | Divisão               | Aplicativos | Metas | Aplicativos | Metas  | Aplicativos | Metas       | Aplicativos | Metas | Aplicativos | Metas |
| ----------------- | ----------------- | --------------------- | ----------- | ----- | ----------- | ------ | ----------- | ----------- | ----------- | ----- | ----------- | ----- |
| Estrasburgo B     | 2017–18           | Campeonato Nacional 3 | 18          | 1     | -           | -      | -           | -           | -           | -     | 18          | 1     |
| Estrasburgo B     | 2018–19           | Campeonato Nacional 3 | 6           | 0     | -           | -      | -           | -           | -           | -     | 6           | 0     |
| Estrasburgo B     | Total             | Total                 | 24          | 1     | -           | -      | -           | -           | -           | -     | 24          | 1     |
| Estrasburgo       | 2019–20           | Liga 1                | 19          | 0     | 1           | 0      | 5           | 0           | 0           | 0     | 25          | 0     |
| Estrasburgo       | 2020–21           | Liga 1                | 19          | 1     | 0           | 0      | -           | -           | -           | -     | 19          | 1     |
| Estrasburgo       | Total             | Total                 | 38          | 1     | 1           | 0      | 5           | 0           | 0           | 0     | 44          | 1     |
| RB Leipzig        | 2021–22           | Bundesliga            | 28          | 1     | 6           | 0      | 7           | 0           | -           | -     | 41          | 1     |
| RB Leipzig        | 2022–23           | Bundesliga            | 24          | 1     | 5           | 1      | 7           | 1           | 1           | 0     | 37          | 3     |
| RB Leipzig        | 2023–24           | Bundesliga            | 4           | 0     | 0           | 0      | 1           | 1           | 1           | 0     | 6           | 1     |
| RB Leipzig        | Total             | Total                 | 56          | 2     | 11          | 1      | 15          | 2           | 2           | 0     | 84          | 5     |
| Total de carreira | Total de carreira | Total de carreira     | 118         | 4     | 12          | 1      | 20          | 2           | 2           | 0     | 152         | 7     |

1. ↑  Appearances in UEFA Europa League
2. ↑  Four Appearances in UEFA Champions League, and three appearances in the UEFA Europa League
3. 1 2  Appearances in UEFA Champions League
4. 1 2  Appearance in DFL-Supercup

## Honras
RB Leipzig
- DFB-Pokal : 2021–22,[10] 2022–23[11]
- Supertaça DFL : 2023[12]